# Підводні човни проєкту 667AT «Груша»
| Проєкт 667АТ «Груша»       | Проєкт 667АТ «Груша»                                                                      | Проєкт 667АТ «Груша»                                                                      |
| -------------------------- | ----------------------------------------------------------------------------------------- | ----------------------------------------------------------------------------------------- |
|                            |                                                                                           |                                                                                           |
|                            |                                                                                           |                                                                                           |
|                            |                                                                                           |                                                                                           |
| Під прапором               | СРСР                                                                                      | СРСР                                                                                      |
| Спуск на воду              | 1969—1970 рр (3 човни)                                                                    | 1969—1970 рр (3 човни)                                                                    |
| Виведений зі складу флоту  | 2002- рр                                                                                  | 2002- рр                                                                                  |
| Проєкт                     |                                                                                           |                                                                                           |
| Тип ПЧ                     | Підводний човен атомний (багатоцільовий з ракетами крилатими)                             | Підводний човен атомний (багатоцільовий з ракетами крилатими)                             |
| Розробник проєкту          | ЛПМБ «Рубін»                                                                              | ЛПМБ «Рубін»                                                                              |
| Головний конструктор       | Марголін О. Я.                                                                            | Марголін О. Я.                                                                            |
| Класифікація НАТО          | Yankee-Notch                                                                              | Yankee-Notch                                                                              |
| Основні характеристики     |                                                                                           |                                                                                           |
| Швидкість (надводна)       | 15 вузлів (29 км/год)                                                                     | 15 вузлів (29 км/год)                                                                     |
| Швидкість (підводна)       | 28 вузлів (54 км/год)                                                                     | 28 вузлів (54 км/год)                                                                     |
| Робоча глибина занурення   | 320 м                                                                                     | 320 м                                                                                     |
| Гранична глибина занурення | 400 м                                                                                     | 400 м                                                                                     |
| Автономність плавання      | 70 діб                                                                                    | 70 діб                                                                                    |
| Екіпаж                     | 121 особа                                                                                 | 121 особа                                                                                 |
| Розміри                    |                                                                                           |                                                                                           |
| Довжина найбільша (по КВЛ) | 141,7 м                                                                                   | 141,7 м                                                                                   |
| Ширина корпусу найб.       | 12,8 м                                                                                    | 12,8 м                                                                                    |
| Середня осадка (по КВЛ)    | 7,8 м                                                                                     | 7,8 м                                                                                     |
| Водотоннажність надводна   | 8880 т                                                                                    | 8880 т                                                                                    |
| Озброєння                  |                                                                                           |                                                                                           |
| Торпедно- мінне озброєння  | Носові: 4ТА калібру 533-мм (16 торпед, дві з ядерною ГЧ), 2 ТА калібру 406-мм (4 торпеди) | Носові: 4ТА калібру 533-мм (16 торпед, дві з ядерною ГЧ), 2 ТА калібру 406-мм (4 торпеди) |
| Ракетне озброєння          | 32 ракети крилаті РК-55 «Гранат» для 8 ТА                                                 | 32 ракети крилаті РК-55 «Гранат» для 8 ТА                                                 |

Проєкт 667АТ «Груша»  — серія радянських атомних підводних човнів (ПЧАРК) здатних нести крилаті ракети класу «корабель-земля». Переобладнано з проєкту 667 «Навага», передано флоту 3 човни цього проєкту, спочатку планувалося модернізувати 6 човнів.

## Історія
Переобладнання проєкту проводилося в Сєвєродвінську у 1983—1991 роках. Усі човни проєкту входили до складу Північного флоту.

## Корпус
Міцний корпус розділений на 10 відсіків:
1.носовий торпедний;
2.акумуляторний, житловий;
3.пост управління ракетами;
4.центральний пост;
5.ракетний-торпедний;
6.реакторний;
7.турбінний;
8.електродвигунний;
9.житловий;
10.кормовий торпедний.

## Енергетичне обладнання
2 водо-водяных реактори ВМ-2-4
2 паротурбінних установки ОК-700
2 турбозубчатих агрегати ТЗА-635
2 турбогенератори
2 дизель-генератори ДГ-460
2 групи АБ по 112 елементів 48-СМ
2 гребних ЕД ПГ-153 по 225 КВт

## Радіоелектронне і гідроакустичне обладнання
Навігаційний комплекс «Тобол-667АТ»

## Озброєння
Ракета крилата РК-55 «Гранат»: стартова вага — 1700 кг, діаметр корпусу — 510 мм, швидкість 880 км/год, максимальна дальність — 2500 км, головна частина (ГЧ) — ядерна потужністю 100 кілотонн, система наведення — інерціальна з кореляцією по рельєфу місцевості.

## Ремонти і модернізації
З човнів при переобладнані вирізався 5-ий відсік (ракетний) і на йлго місце вставлявся новий з 8-ма ТА калібру 533-мм для запуску крилатих ракет. Торпедні апарати були встановлені під кутом. Ці ТА могли використовуватися і для запуску звичайних торпед.

## Представники
| Назва | Заводський номер | Закладений     | Спущений на воду | Прийнятий флотом                                   | Виведений з флоту |
| ----- | ---------------- | -------------- | ---------------- | -------------------------------------------------- | ----------------- |
| К-423 | 440              | 13 січня 1969  | 4 липня 1970     | 13 листопада 1970 (переобладнаний у 1983-1986 рр.) | 2002              |
| К-253 | 414              | 26 червня 1967 | 5 червня 1969    | 1 листопада 1969 (переобладнаний у 1984-1988 рр.)  | 1 вересня 1994    |
| К-395 | 415              | 8 вересня 1967 | 28 липня 1969    | 10 жовтня 1969 (переобладнаний у 1988-1991 рр.)    | 1 вересня 2002    |